# Europe (Océanide)
Pour les articles homonymes, voir Europe (homonymie).
Dans la mythologie grecque archaïque, Europe (en grec ancien Εὐρώπη / Eurôpê) est une Océanide et une Néphélée, fille d'Océan et de Téthys citée par Hésiode dans sa liste d'Océanides.

## Famille
Ses parents sont les titans Océan et Téthys. Elle est l'une de leur multiples filles, les Océanides, généralement au nombre de trois mille, et a pour frères les Dieux-fleuve, eux aussi au nombre de trois mille. Ouranos (le Flot) et Gaïa (la Terre) sont ses grands-parents tant paternels que maternels.

## Fonction
Selon la Théogonie d'Hésiode, elle apporte la pluie sur le continent européen, dont elle pourrait être à l'origine du nom (ce point fait débat).